# El pico 2
El pico 2 è un film del 1984 diretto da Eloy de la Iglesia.
Sequel di Overdose (1983), questo film presenta notevoli differenze dal predecessore come il cambiamento dell'attore che interpreta il padre di Paco, interpretato da José Manuel Cervino in Overdose e qui da Fernando Guillén.
Il film, che rientra nel genere noto come "cinema quinqui", descrive il mondo marginale spagnolo degli anni '80. Nonostante le critiche ricevute in termini di stile ed eleganza, il film si distingue per il suo rozzo realismo e le sue implicite critiche sociali, in particolare una dura critica alla Guardia Civil. Al contrario del primo capitolo, il film è inedito in Italia.

## Trama
Paco, giovane tossicodipendente in lutto per la morte del suo migliore amico deceduto per un'overdose di eroina, non è in grado di superare la sua dipendenza da solo. Per trovare un trattamento di disintossicazione per Paco, il ragazzo si trasferisce col padre Evaristo Torrecuadrada, comandante della guardia civile, a Madrid in casa della vivace nonna di Paco che vive con la sua fedele vecchia cameriera, Adela. All'oscuro della tossicodipendenza di Paco, le due donne credono che il disturbo del ragazzo sia il diabete. Mentre Paco inizia un trattamento con il metadone con un medico cileno, Miguel Caballero, un giornalista, indaga sull'omicidio di uno spacciatore e di sua moglie. Una testimonianza oculare indica che Paco e il suo amico defunto sono gli assassini. Paco, interrogato dalla polizia, confessa di essere implicato nel caso e viene mandato in prigione.
Al suo arrivo in prigione, Paco viene picchiato e derubato dai suoi compagni di cella. Un compagno di stanza, El Pirri fa amicizia con Paco e gli regala un nuovo paio di scarpe per sostituire quelle rubate. Pirri presenta Paco a El Lehendakari, un membro della banda basca influente in prigione. Lehendakari prende Paco sotto la sua ala e organizza il trasferimento di Paco e Pirri nella sua cella che condivide già con il suo amante transessuale. Presto, tuttavia, Paco inizia ad assumere eroina in prigione con Pirri. El Tejas, membro di una banda rivale, si interessa anche lui a Paco, bullizzandolo. Betty, ex fidanzata di Paco, va a fargli visita e lo perdona per averla lasciata sola con il corpo del suo amico defunto.
Torrecuadrada assume Laureano Alons, un esperto avvocato, per far uscire Paco dalla prigione. I due individuano l'unico testimone contro Paco: una vicina di casa della coppia uccisa che ha affermato di aver visto Paco lasciare la scena del crimine. Laureano fa visita alla donna intimandole, con sottili minacce, di cambiare la sua testimonianza. Quando la donna torna a casa, trova morto il suo canarino da compagnia. Impaurita, decide di ritirare la sua testimonianza che coinvolge Paco. Nel frattempo, Lehendakari si accoltella all'addome così gravemente da essere portato in un ospedale da dove ha intenzione di fuggire. L'amante di Lehakandit non riesce a seguirlo usando lo stesso stratagemma e muore per l'emorragia riportata mentre Paco e Pirri sono storditi dal consumo di eroina. La fuga di Lehendakari lascia Paco e Pirri senza il loro rifornimento di eroina e di denaro. Nel disperato tentativo di ottenere le droghe che bramano, Paco visita El Tejas e la sua banda, ma viene derubato e stuprato da El Tejas e dai suoi tre amici che derubano il ragazzo dei pochi soldi che gli erano rimasti. Quando Paco ritorna senza droghe o soldi e Pirri scopre che Paco è stato violentato, Pirri affronta El Tejas in un combattimento di coltelli. Prima di essere separati dalle guardie, Pirri riesce a ferire Tejas in faccia. In quel preciso istante, Paco viene rilasciato dal carcere, raccontando di non aver mai più saputo cosa ne è stato dell'amico El Pirri..
Di nuovo libero, Paco inizialmente ritorna nella casa della nonna, ma poco dopo si trasferisce con Betty. I due cominciano a vivere dei suoi trucchi come prostituta e Paco si occupa di spaccio di droga. I loro crimini si intensificano quando Lehendakari, che è fuggito dall'ospedale, si unisce alla coppia. I due uomini iniziano a condividere l'appartamento di Betty e la stessa Betty. I tre amici, in una crescente vita criminale, compiono una serie di rapine per guadagnare soldi a Madrid e dintorni. Mentre il trio attacca un furgone blindato, Lehendakari viene ferito a una spalla e fugge in una casa abbandonata a Bilbao. Il giornalista individua Paco e passa le informazioni a Torrecuadrada che va in cerca del figlio per arrestarlo. Torrecuadrada affronta i tre giovani da solo mentre le altre guardie civili aspettano fuori casa. Nel successivo scontro Torrecuadrada viene ucciso da Lehendakari che tenta di scappare attraverso una finestra. Sconvolto per la morte del padre, Paco uccide Lehendakari mentre le guardie civili entrano per arrestarlo insieme a Betty.
Nella scena finale si vede Paco Torrecuadrada che anni dopo essere uscito dal carcere ha fatto carriera nell'esercito divenendo uno stimato membro della Guardia Civil come suo padre e ha messo su famiglia. Ma allo stesso tempo si vede che Paco è a capo di un grande traffico di droga, coperto dalla sua reputazione, fornendo eroina da vendere a piccoli giovani spacciatori, contribuendo così a diffondere la stessa piaga che tanto ha creato problemi a lui, alla sua famiglia e ai suoi amici.